# CD30
CD30, conosciuto anche come TNFRSF8, è una proteina di membrana cellulare appartenente alla famiglia dei recettori per i fattori di necrosi tumorale e marker tumorali.

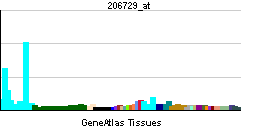
Pattern di espressione del gene TNFRSF8

Questo recettore è espresso mediante attivazione, dalle cellule T e B. TRAF2 e TRAF5 possono interagire con questo recettore, e mediare la trasduzione del segnale che porta all'attivazione di NF-κB. Si tratta di un regolatore che promuove l'apoptosi, ed è in grado di limitare il potenziale proliferativo delle cellule CD8 T e quindi proteggere il corpo contro l'autoimmunità. Due varianti di trascrizione tramite splicing alternativo di questo gene che codificano due isoforme della proteina.
CD30 è associato al linfoma anaplastico a grandi cellule. Viene espresso nel carcinoma embrionale, ma non nel seminoma ed è quindi un indicatore utile per distinguere tra questi tumori delle cellule germinali. CD30 e CD15 sono espressi in caso di linfoma di Hodgkin.

## Interazioni
CD30 effettua interazioni proteina-proteina con: TRAF5, TRAF1, TRAF2. and TRAF3.